# 台湾の歴史
台湾の歴史（たいわんのれきし）では、台湾地域の歴史区分と主要な歴史的内容の概略を述べる。詳細については各時代ごとの項目を参照のこと。なお、台湾地域の地域範囲については台湾の地域範囲を参照のこと。

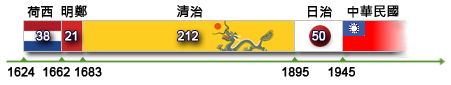
台湾の歴史の年表

## 概略

### 先史及び原住民時代 （1624年以前）

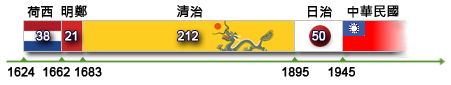
1624年以降の台湾統治の変遷

地質学の研究によれば今から300万年から1万年前の更新世氷河期の時代、台湾は中国大陸と地続きであり、大陸から人類が台湾に移住し、居住していたと考えられている。現在台湾で確認されているもっとも古い人類は台南市左鎮区一帯で発見された左鎮人であるが、その生活文化がどのようなものであったのかについては具体的な考古学の成果が上がっていない。
また考古学により旧石器時代晩期（5万年 - 1万年前）には人類の居住が開始されていたことが確認されている。現在確認されている台湾最初の文化は長浜文化（台東県長浜郷の八仙洞遺跡などが代表例）であり、大量の打製石器及び骨角器が発掘されている。長浜文化は中国南部の文化とある程度の類似性を有しているが、現在の考古学の成果からは台湾の旧石器時代の民族系統については確定するに至っていない。
台湾での新石器時代及び金属器時代の文化は旧石器時代の文化との関連性は高くない。この時期は発掘された遺跡により新北市八里区の大坌坑文化及び十三行文化、台北盆地の円山文化および植物園文化、台東県の卑南文化などが存在しているが、出土品の中に中国大陸からの貨幣なども含まれており、台湾以外との外部交渉が行われていた傍証となっている。現在定説となっているのは新石器時代以降の先史文化は台湾南島語系民族によるものであり、現在の原住民が台湾に定住する以前に、別の族群が台湾に居住していた可能性を示している。
日本人学者移川子之蔵は台湾の先史時代より20以上の先住民族が居住していた可能性を指摘し、また一部は現在の原住民の祖先（十三行文化人のケタガラン族祖先説）であるとも考えられている。しかし考古学の発掘は未だ新石器文化と台湾原住民との間を具体的な継承関係を確定できていない。
台湾原住民はオーストロネシア語族に属し、古くは中国大陸南部に居住していたと考えられている。その後北方漢民族などの圧力を受けて台湾に押し出され、そこから南太平洋一帯に進出していったという説が有力である。しかし一度台湾から出て行った種族が、再び台湾に戻ってくるなど、その移動は複雑で未だ不明な点が多い。
中華人民共和国の歴史学者は、古くから中国人に東海（東シナ海）上にある島として台湾の存在は認識されていたと主張する。『三国志·呉志』、『隋書·流求伝』及び『文献通考』などに台湾を記録したとも考えられる記録があり、『隋書·流求伝』では「流求国在海中、当建安郡東、水行五日而至（流求国は海中に在り、建安郡の東に当たり、水行こと五日にして至る）」と記載されており、この煬帝が遠征したとされる流求が台湾であるとして、中国大陸と台湾との間の交渉の論拠としている。さらに『元史·瑠求伝』などもある。
台湾が何時の時代に中国の版図に編入されたかについては諸説があるが、澎湖諸島と台湾本島を区分して記述すれば、澎湖諸島は元代に巡検司が設置され福建省泉州府に隷属したというのが確実な記録であり、台湾本島は近域を航行する船舶の一時的な寄港地、あるいは倭寇の根拠地としての位置づけが明代まで続き、オランダ占領に続く鄭成功勢力を駆逐した大清帝国になり正式に中国版図に組み入れられたと見なされている。

### オランダ統治時代（1624年 - 1662年）

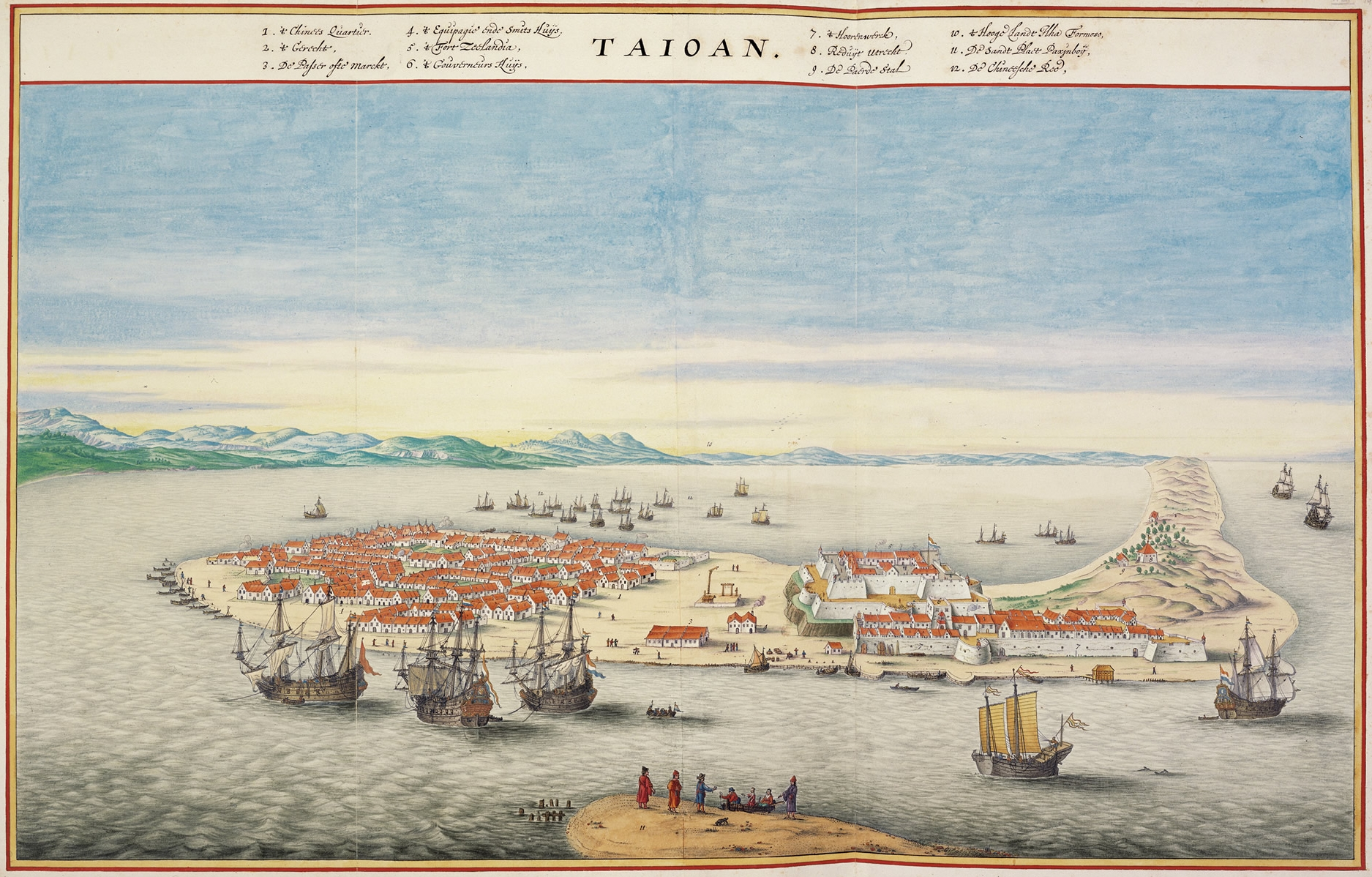
台南市の安平古堡。オランダ統治時代（1624年）

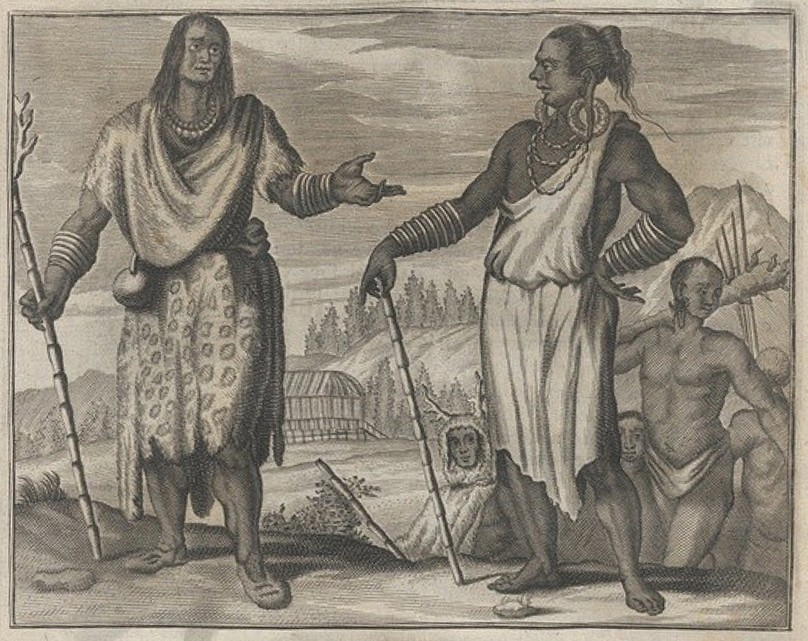
台湾の先住民（1670年）

17世紀の台湾。オランダ統治下 (赤紫)、スペイン統治下 (緑)、大肚王国 (オレンジ)

台湾が注目されるようになったのは16世紀の明朝時代になってからである。倭寇の活動が活発化するにつれて、台湾は倭寇の根拠地の一つとして使用されるようになり、やがて漢民族、日本人が恒久的に居住し始めるまでに至った。また、この時代になると、大航海時代にあったヨーロッパ各国から多くの人々が来航するようになり、台湾の戦略的重要性に気がついたオランダやスペインが台湾島を「領有」し、東アジアにおける貿易・海防の拠点としていった。そのために、日本への鉄砲やザビエルによるキリスト教伝来も、おそらくは台湾を経由してきたのだと思われる。
なお、ヨーロッパ船として初めて台湾に到達した船はポルトガルの船であり、ポルトガル人船員が緑に覆われた台湾島に感動して「Ilha Formosa（麗しの島）」と叫んだという伝承から、台湾の別称である「Formosa（フォルモサ、中国語では美麗島）」が誕生したとされている。
また、そのころ日本にも、台湾に対して領土的な興味を持つ勢力が幾つか存在した。豊臣秀吉は「高山国」宛に朝貢を促す文書を作成し、原田孫七郎という商人に台湾へ届けさせた（高山国とは当時、台湾に存在すると考えられた国名。 実質的には存在せず朝貢の目的は果たせなかった）。また1608年には有馬晴信が、1616年には長崎代官 村山等安が、いずれも成功はしなかったものの台湾へ軍勢を派遣した。
台湾島の領有を確認できる史上初めての勢力は、17世紀初頭に成立したオランダの東インド会社である。東インド会社はまず明朝領有下の澎湖諸島を占領した後、1624年に台湾島の大員（現在の台南市周辺）を中心とした地域を制圧して要塞を築いた。なお、同時期の1626年には、スペイン勢力が台湾島北部の基隆付近に進出し、要塞を築いて島の開発を始めていたが、東インド会社は1642年にスペイン勢力を台湾から追放することに成功している。
オランダによる統治期間中、東インド会社は福建省、広東省沿岸部から大量の漢人移住民を労働力として募集し、彼らに土地開発を進めさせることでプランテーションの経営に乗り出そうとした。その際に台湾原住民がオランダ人を「Tayouan」（現地語で「来訪者」の意）と呼んだことから「台湾（Taiwan）」という名称が誕生したという説もある。だが、台湾の東インド会社は1661年から「抗清復明」の旗印を掲げた鄭成功の攻撃を受け、翌1662年には最後の本拠地要塞であるゼーランディア城も陥落したために、進出開始から37年で台湾から全て駆逐されていった。

### 鄭氏政権時代（1662年 - 1683年）
1644年、李自成の反乱によって明朝が滅亡し、混乱状況にあった中国に満洲民族の王朝である清が進出してきた。これに対し、明朝の皇族・遺臣達は、「反清復明」を掲げて南明朝を興し、清朝への反攻を繰り返したが、力及ばず1661年に滅亡させられた。そのため、「反清復明」を唱えて清朝に抵抗していた鄭成功の軍勢は、清への反攻の拠点を確保するために台湾のオランダ・東インド会社を攻撃し、1662年に東インド会社を台湾から駆逐することに成功した。

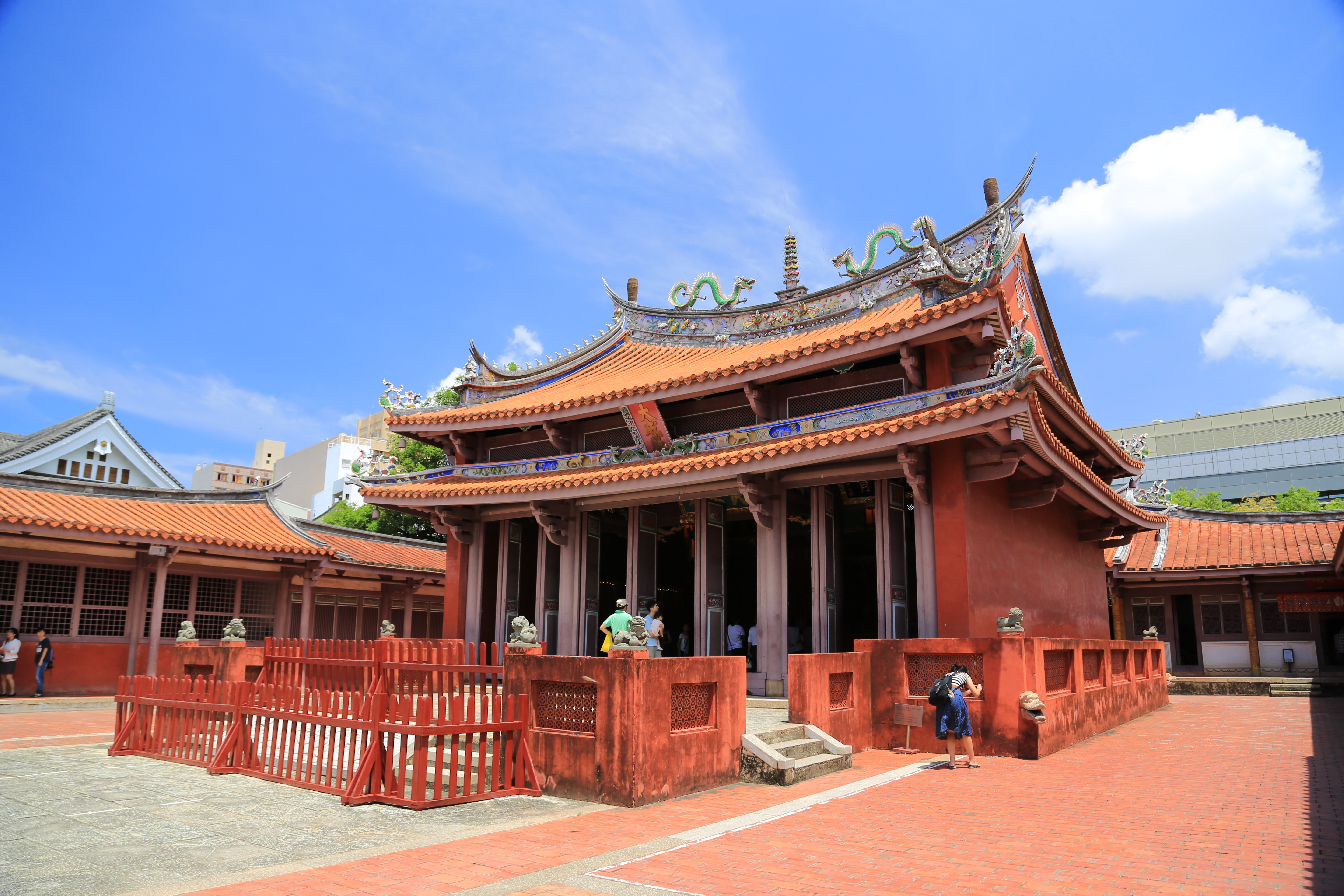
鄭経の治世に建立された台湾孔廟

東インド会社を駆逐した鄭成功は台湾を「東都」と改名し、現在の台南市周辺を根拠地としながら台湾島の開発に乗り出すことで、台湾を「反清復明」の拠点にすることを目指したが1662年中に病気で死去した。そのために、彼の息子である鄭経たちが父の跡を継いで台湾の「反清復明」の拠点化を進めたが、反清勢力の撲滅を目指す清朝の攻撃を受けて1683年に降伏し、鄭氏一族による台湾統治は3代 実質21〜23年間で終了した。
歴史上の鄭成功は、彼自身の目標である「反清復明」を果たすことなく死去し、また台湾と関連していた時期も短かった。だが、鄭成功は台湾独自の政権を打ち立てて台湾開発を促進する基礎を築いたこともまた事実であるため、鄭成功は今日では台湾人の精神的支柱「開発始祖」「民族の英雄」として社会的に極めて高い地位を占めている。漢榮書局発行の香港中学校歴史教科書副読本『風華再現──中國歷代名人錄』は、「帝皇與近代領袖篇」「名臣篇」「名將篇」「文學家篇」「文化思想家篇」「藝術家篇」「科學家篇」「抗日英雄篇」のなかの「名將篇」において、26人の名将の1人として鄭成功を教えている。
なお鄭成功は清との戦いに際し、たびたび江戸幕府へ軍事的な支援を申し入れていたが、当時の情勢から鄭成功の勝利が難しいものであると幕府側に判断され支援は実現しなかった。しかしこの戦いの経緯は日本にもよく知られ、後に近松門左衛門によって「国性爺合戦」として人形浄瑠璃化された。

### 大清帝国統治時代（1683年 - 1895年）

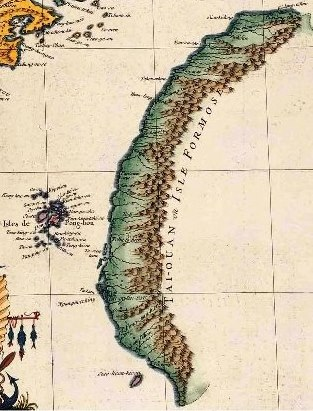
フランス人が描いた清の実際の支配地域

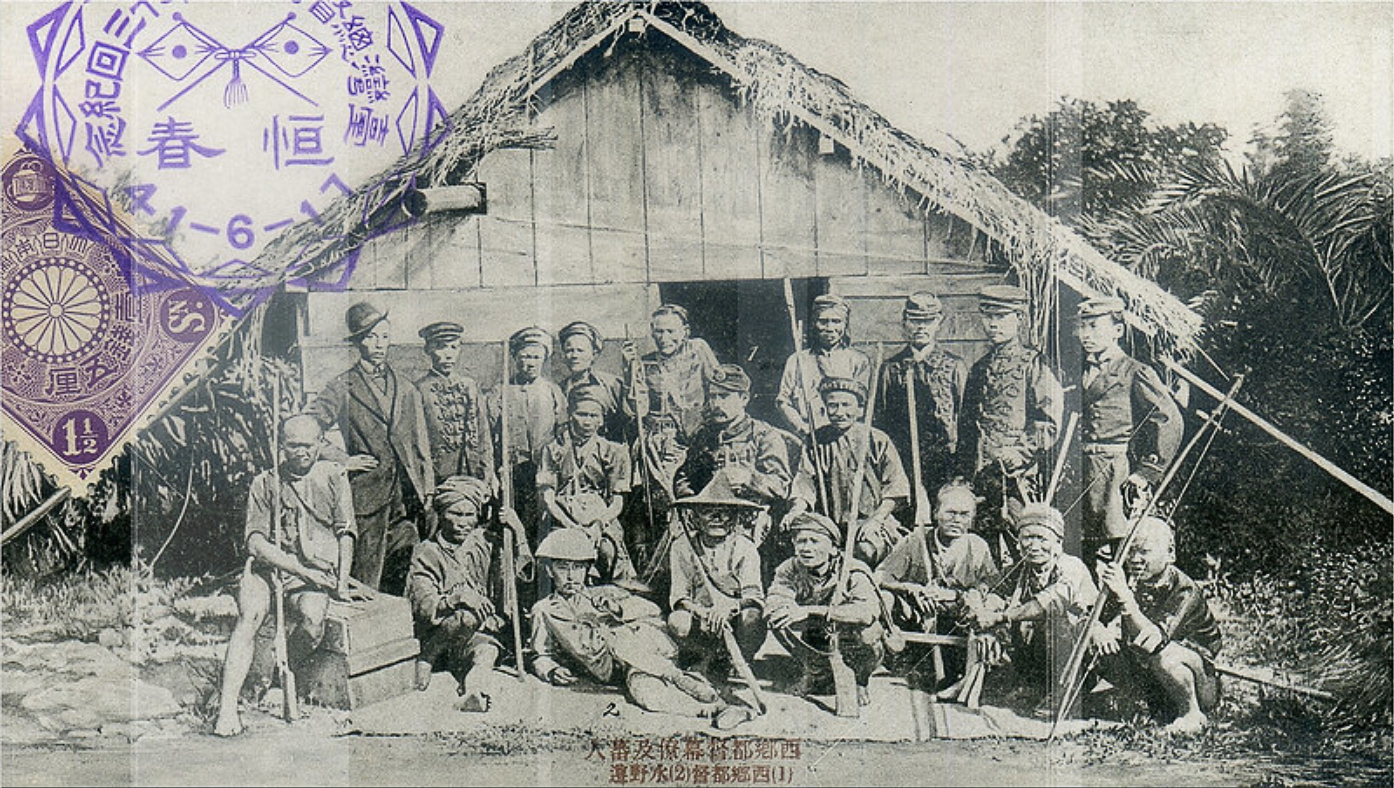
台湾出兵時の日本兵

建国以来反清勢力の撲滅を目指して来た清は、「反清復明」を掲げる台湾の鄭氏政権に対しても攻撃を行い、1683年に台湾を制圧して鄭氏政権を滅ぼすことに成功した（澎湖海戦）。
だが、清は鄭氏政権を滅ぼすために台湾を攻撃・制圧したのであり、当初は台湾を領有することに消極的であった。しかしながら、朝廷内での協議によって、最終的には軍事上の観点から領有することを決定し、台湾に1府（台湾）3県（台南、高雄、嘉義）を設置した上で福建省の統治下に編入した（台湾道、1684年-1885年）。
ただし清は、台湾を「化外の地」（「皇帝の支配する領地ではない」、「中華文明に属さない土地」の意）としてさほど重要視していなかったために統治には永らく消極的であり続け、特に台湾原住民については「化外（けがい）の民」（「皇帝の支配する民ではない」、「中華文明に属さない民」の意）として放置し続けてきた。その結果、台湾本島における清の統治範囲は島内全域におよぶことはなかった。なお現在、中華民国と中華人民共和国は、台湾のみでなく釣魚島（尖閣諸島）にも清の主権が及んでいたと主張している。
大清帝国編入後、台湾へは対岸に位置する中国大陸の福建省、広東省から相次いで多くの漢民族が移住し、開発地を拡大していった。そのために、現在の台湾に居住する本省系漢民族の言語文化は、これらの地方のそれと大変似通ったものとなっている。漢民族の大量移住に伴い、台南付近から始まった台湾島の開発のフロンティア前線は約2世紀をかけて徐々に北上し、19世紀に入ると台北付近が本格的に開発されるまでになった。
この間、台湾は主に農業と中国大陸との貿易によって発展していったが、大清帝国の統治力が弱い台湾への移民には気性の荒い海賊や食いはぐれた貧窮民が多く、さらにはマラリア、デング熱などの熱帯病や原住民との葛藤、台風などの水害が激しかったため、台湾では内乱が相次いだ。
なお、大清帝国は台湾に自国民が定住することを抑制するために女性の渡航を禁止したために、台湾には漢民族の女性が少なかった。そのために漢民族と平地に住む原住民との混血が急速に進み、現在の「台湾人」と呼ばれる漢民族のサブグループが形成された。また、原住民の側にも平埔族（へいほぞく）と呼ばれる漢民族に文化的に同化する民族群が生じるようになった。
19世紀半ばにヨーロッパ列強諸国の勢力が中国にまで進出してくると、台湾にもその影響が及ぶようになった。即ち、1858年にアロー戦争に敗れた大清帝国が天津条約を締結したことにより、台湾でも台南の安平港や基隆港が欧州列強に開港されることとなった。その後イギリスを中心に、領事館や商社の進出があった。
1867年、米国船ローバー号が、台湾南端の鵝鑾鼻半島で難破し、上陸した際に、現地原住民族によって殺害されるという事件が起こった。当時、厦門（アモイ）にて米国領事を務めていたチャールズ・ルジャンドルが台湾へ来て、現地原住民の頭目と以後の難破船処理についての条約を結び、清に対しては、海難防止のため鵝鑾鼻への灯台建設と、原住民族牽制のための軍営の設置を約させたが、実現しなかった。
次いで1871年、宮古島島民遭難事件が起こった。これは、宮古島、八重山から首里王府に年貢を納めて帰途についた船4隻のうち、宮古島の船の1隻が台湾近海で遭難し、台湾上陸後に山中をさまよった者のうち54名が、台湾原住民によって殺害された事件である。
日本政府は清政府に厳重に抗議したが、原住民は「化外の民（国家統治の及ばない者）」という返事があり、そのために1874年には日本による台湾出兵（牡丹社事件）が行われ、前米国領事のルジャンドルは日本政府の顧問に就いた。1884年 - 1885年の清仏戦争の際にはフランスの艦隊が台湾北部への攻略を謀った。
これに伴い、清は日本や欧州列強の進出に対する国防上の観点から台湾の重要性を認識するようになり、台湾の防衛強化のために知事に当たる巡撫（じゅんぶ）職を派遣した上で、1885年に台湾を福建省から分離して福建台湾省（台湾省）を新設した。台湾省設置後の清は、それまでの消極的な台湾統治を改めて本格的な統治を実施するようになり、例えば1887年に基隆―台北間に鉄道を敷設するなど近代化政策を各地で採り始めた。
だが、1895年に清が日清戦争に敗北したため、同年4月17日に締結された下関条約（馬關條約）に基づいて台湾は遼東半島、澎湖諸島とともに大清帝国から大日本帝国に割譲された（露仏独三国干渉により遼東半島は清に返還）。これに伴い台湾省は設置から約10年という短期間で廃止された。
これ以降、台湾は日本の外地として台湾総督府の統治下に置かれることとなる。

### 日本統治時代（1895年 - 1945年）

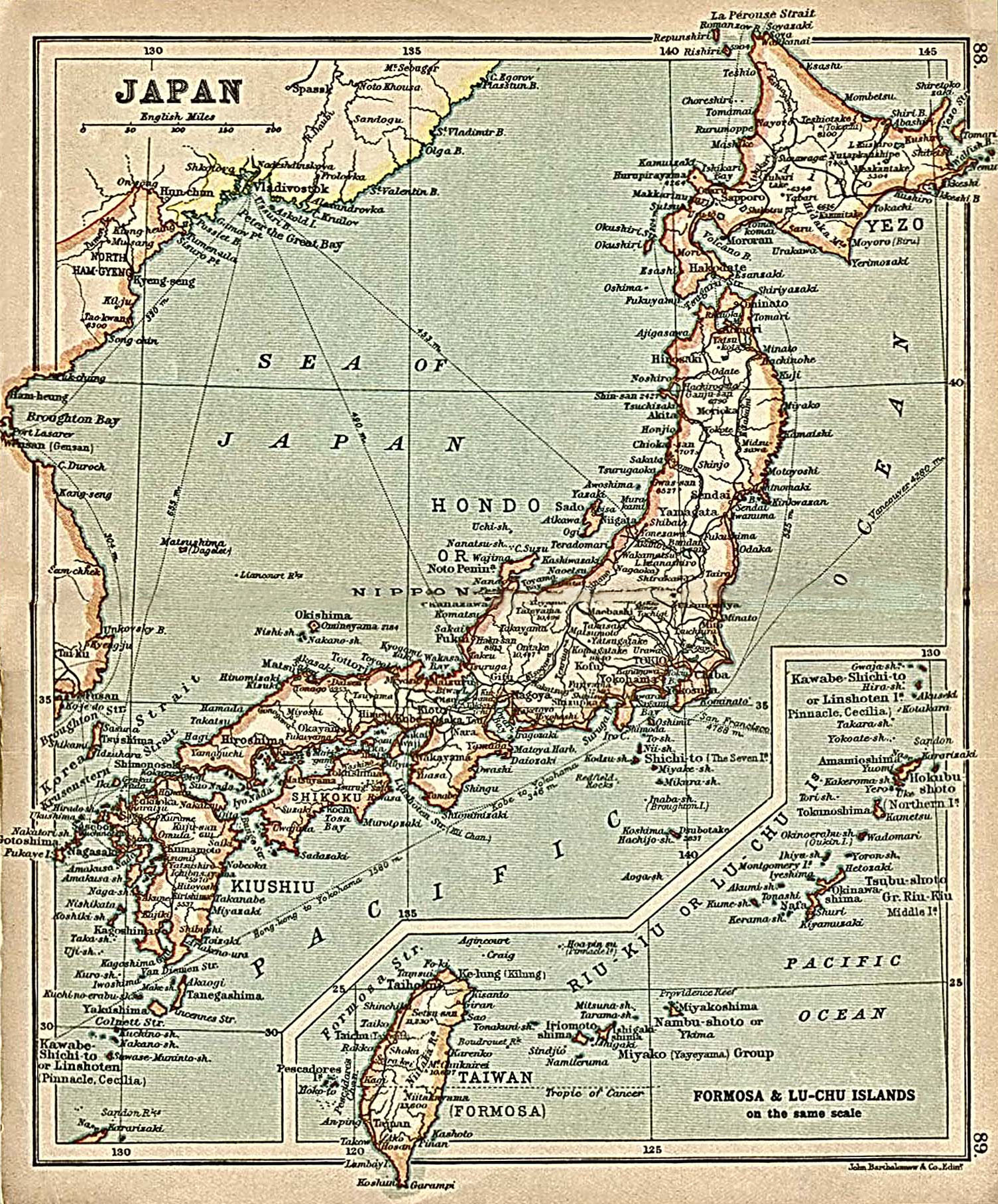
1912年の日本及び台湾の地図。1895年から1945年まで、台湾は大日本帝国の一部だった。

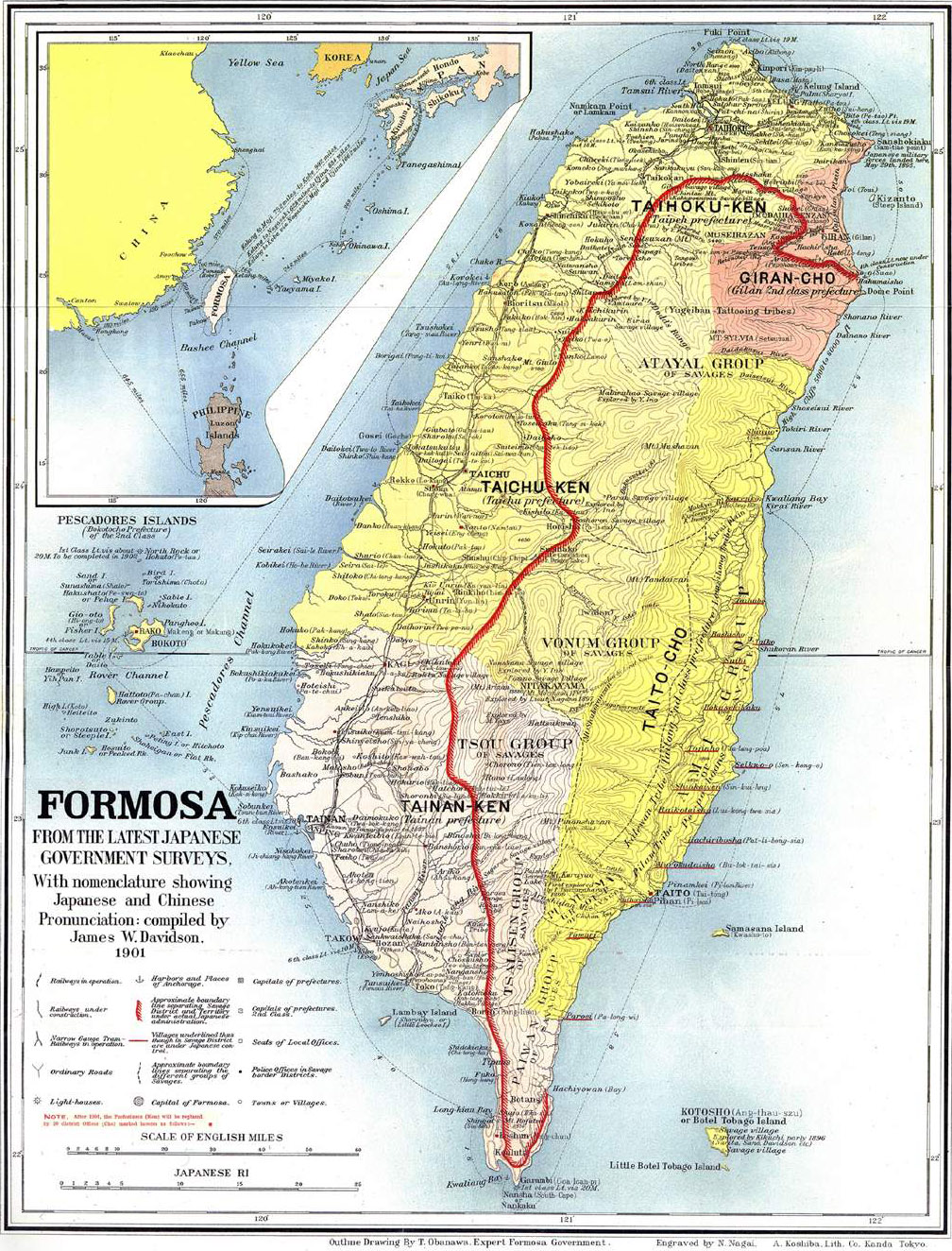
1901年の台湾の地図。赤線は日本統治のおおよその境界線を示している。

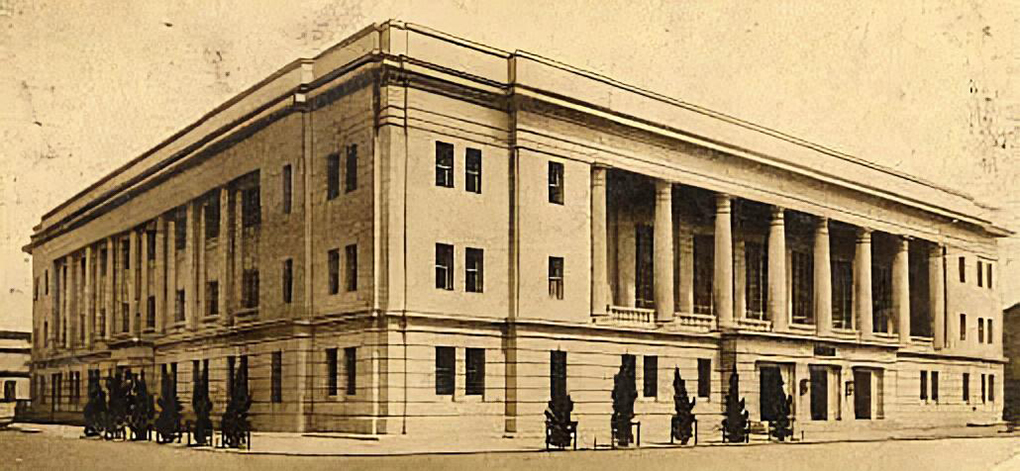
1897年、台北市に設置された台湾銀行本店

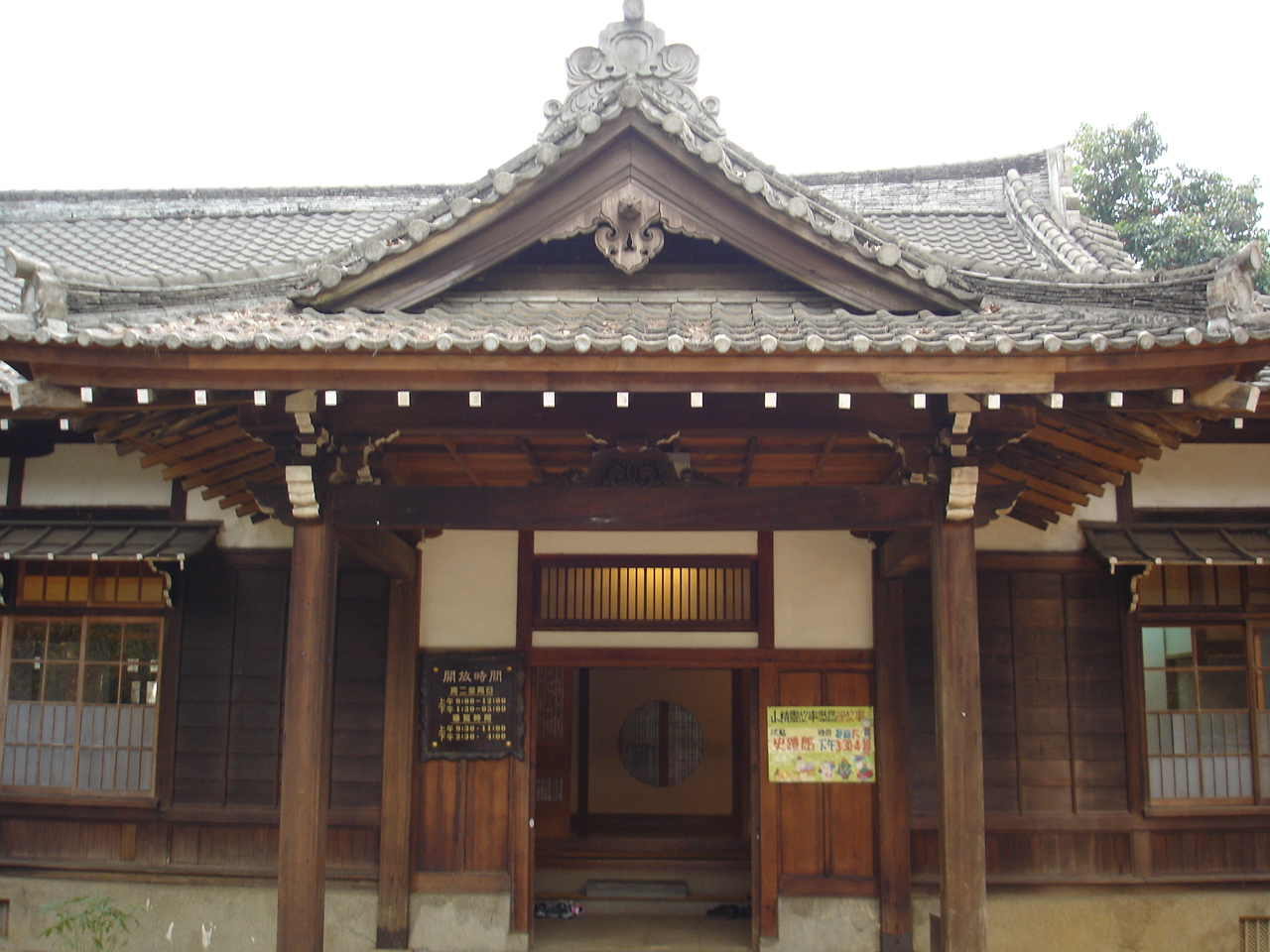
台湾に建立された多くの神社のうちの1社である嘉義神社

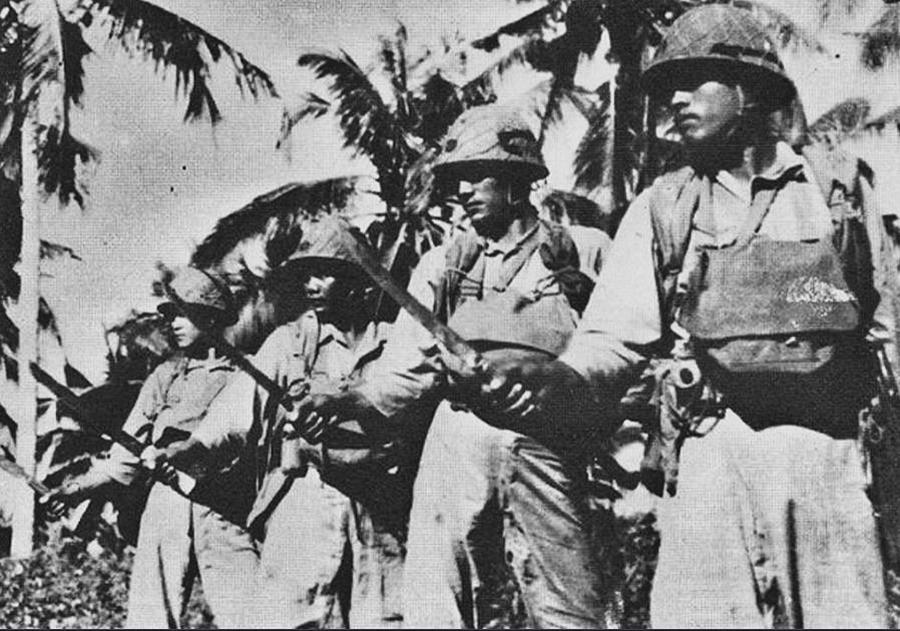
台湾原住民から採用された日本軍の1部隊である高砂義勇隊

台湾が本格的に開発されたのは日本統治時代になってからである。1895年5月25日、日本への割譲反対を唱える漢人により台湾民主国の建国が宣言され、進駐した日本軍との乙未戦争に発展した。日本軍の圧倒的に優勢な兵力の前に政権基盤が確立していなかった台湾民主国は間もなく崩壊、1896年に「三一法」が公布され台湾総督府を中心とする日本の統治体制が確立した。
「農業は台湾、工業は日本」と分担することを目的に台湾での農業振興政策が採用され、各種産業保護政策や、鉄道を初めとする交通網の整備、大規模水利事業などを実施し製糖業や蓬萊米の生産を飛躍的に向上させることに成功している。また経済面では専売制度を採用し、台湾内での過当競争を防止するとともに、台湾財政の独立化を実現している。
また初期段階の抗日武装運動に対しては、武力鎮圧で対応していた。その後近代化を目指し台湾内の教育制度の拡充を行った。義務教育制度が施行され、台湾人の就学率は1943年の統計で71%とアジアでは日本に次ぐ高い水準に達していた。義務教育以外にも主に実業系の教育機関を設置し、台湾の行政、経済の実務者養成を行うと同時に、大量の台湾人が日本に留学した。
台湾の併合にあたり、台湾人には土地を売却して出国するか、台湾に留まり日本国民になるかを選択させた。日本への編入時に併合に反対した台湾住民は、1898年に発布された「匪徒刑罰令」によって処刑され、その数は3000人に達した。抗日運動は、1915年の西来庵事件（タパニ事件）で頂点に達した。
また当時の台湾に多かったアヘン常習者への対策として、アヘン常習者には免罪符を与えて免罪符を持たない者のアヘン使用を禁止とした。
当時の台湾は衛生状態が非常に悪く、多種の疫病が蔓延していた。特に飲み水の病原菌汚染が酷く、「台湾の水を5日間飲み続けると死ぬ」とまで言われていた。そこで後藤新平が近代的な上下水道を完成させた。また、台湾南部の乾燥と塩害対策として、八田與一が烏山頭ダムと用水路（嘉南大圳）を建設した。この八田の功績に対して、烏山頭ダムの湖畔には地元住民によって建設された八田の銅像があり、現在でも八田の命日には毎年地元住民による感謝と慰霊が行われている。また、2007年にはこの地方出身である陳水扁総統が、八田に対して褒章を授与している。
太平洋戦争が勃発すると、台湾は日本の南方進出の前哨基地として重要戦略拠点として位置づけられる。軍需に対応すべく台湾の工業化が図られ、水力発電所を初めとするインフラ整備もこの時期に積極的に行われた。しかし戦争末期にはアメリカ軍の空襲を受けるなど台湾も爆撃などを受け、目標としていた工業生産を達成することなく終戦を迎えることとなった。
社会面では当初は植民地としての地位にあった台湾であるが、日本国内で大正デモクラシーが勃興する時期に台湾でも地方自治要求が提出され、台湾人としての権利の主張が行われている。これらは台湾議会設置請願運動となって展開された。しかし、これが実った時期は、日本統治時代末期の1935年であった。この1935年に地方選挙制度が施行されるようになり、台湾においても地方選挙が行われ地方議会が開かれることとなった。
1944年9月には台湾でも徴兵制度が施行されているが、併合地籍徴集兵は、戦争終結のため実際の戦闘に投入されることはなかった。陸軍志願兵への倍率は、1942年から始まった応募受付第一回で倍率426倍、第二回で601倍を記録した。徴用は、戦争当初から行われていた。詳しくは、台湾人日本兵参照のこと。

### 中華民国統治時代（1945年 - 現在）

#### 南京国民政府（1945年 - 1948年）

1945年、台北市中山堂で行われた「慶祝台湾省光復大会」の様子

1945年の日本の降伏後、連合国に降伏した日本軍の武装解除のため、蔣介石率いる中華民国国民政府の軍が1945年10月17日に約1万2,000人と官吏200余人が米軍の艦船から台湾に上陸した。
南京国民政府は1945年10月25日の日本軍の降伏式典後に、台湾の「光復」（日本からの解放）を祝う式典を行い、台湾を台湾省として中華民国の領土に編入すると同時に、台湾省を統治する機関、台湾省行政長官公署を設置した。しかし、官吏の腐敗・強権的な統治ぶりには目に余るものがあり、軍の進駐後間もないころから、もとからの台湾人らは新たな支配者に失望し始め、「犬が去って、豚が来た」と嘆くようになった。要するに、日本人はうるさく吠えても番犬として役立つが、中国人は貪欲なだけという意味である。
公用語として日本語が禁止されたため中国語の話せない大半の住民が公職から締め出され失業率が急増、とくに行政公所の要職は大陸から来た外省人が独占し、さらには公署と政府軍の腐敗が激しかったことから、それまで台湾にいた本省人（台湾人）が公署と政府軍に反発し、1947年2月28日に本省人の民衆が蜂起する二・二八事件が起きた。
その際に、蒋介石は事件を徹底的に弾圧、多数の虐殺事件も起こして台湾に恐怖政治を敷き、中国国民党の政治・経済・教育・マスコミなどの独占が完了した上で、1947年5月に台湾省政府を設立して台湾の統治を開始した。1949年5月、台湾省政府は共産主義弾圧のため戒厳令を発布した。二・二八事件以降、国民党政権は知識階層・共産主義者を中心に多いものでは総計数万人を処刑したと推計されている（白色テロ）。台湾じゅうに特務組織が張り巡らされ密告が奨励され、通報者には報酬が与えられ、検挙すれば公務員給与の8年分の6千元が報酬だったともいわれ、強引なコジツケやでっち上げによる冤罪が横行したともされる。
1949年10月、中華人民共和国の樹立が宣言され、12月に蔣介石が国共内戦で敗れた兵隊、崩壊状態にあった政府を台湾に移したため、これ以降は事実上蔣介石の中華民国政府による台湾の直接統治が行なわれることとなった。人口6百万の台湾に政府・軍関係者、共産政権を懼れる大陸住民等百万人（外省人）が流れ込んでくることとなる。
台湾人に対する弾圧は蔣経国の時代になっても続けられた。国民党が当時の資料の公開を拒んでいたため、正確な犠牲者数は不明で、これらの犠牲者数には諸説ある。
なお、日本は日本国との平和条約（サンフランシスコ平和条約）や日華平和条約において台湾の領有権を正式に放棄したものの、両条約ではいずれも台湾の中華民国への返還（割譲）が明記されていない。そのために現在では、台湾は中華民国によって実効支配されているだけであり、最終的な帰属は未定であるとの主張（台湾地位未定論）も、従来の中国とは別の独自国家としての台湾独立論あるいは帰属は住民意思によるべきとの自決論とのからみで存在する。

#### 中華民国政府（1949年 - 1996年）

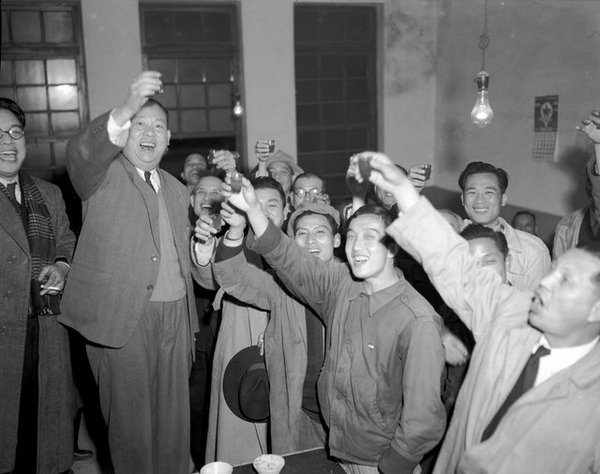
1951年1月、初の台北市市長選での圧勝 (65.5％) を祝う国民党以外の政治家である呉三連 (2L)

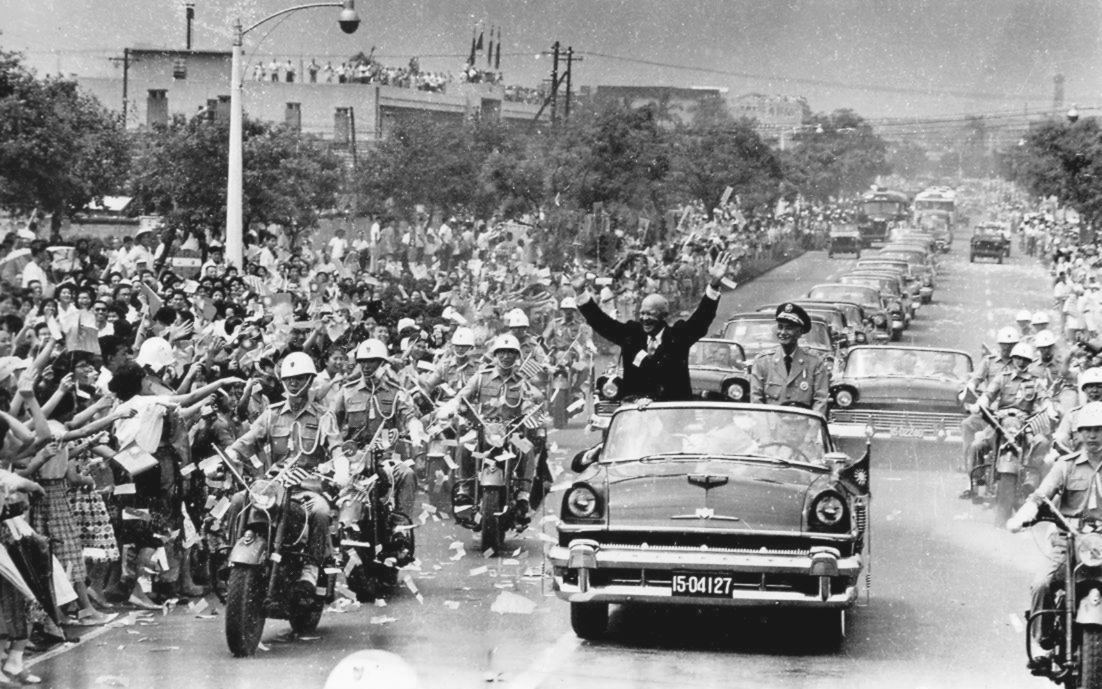
1960年6月の台北訪問時にて、蔣介石総統の隣で観衆に手を振るドワイト・D・アイゼンハワー米大統領

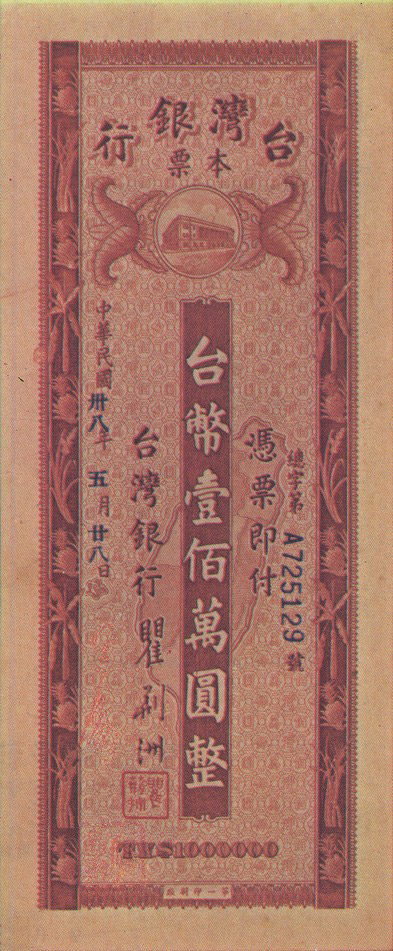
国共内戦は深刻なインフレーションの原因となった。画像は百万旧台幣の単位で発行された通貨

1950年1月、米国トルーマン大統領は、台湾に今後軍事援助や助言を提供しないことをいったん宣したものの、直後に朝鮮戦争が勃発、米国は台湾海峡警戒に部隊を派遣、共産勢力に対抗するためにアメリカは台湾を防衛する意志を固め、蔣介石に種々の援助（美援）を与えることとなる。
台湾で蔣介石は戒厳令により不穏分子を取り締まり、特に本省人の知識人を弾圧した。一方で、大陸から台湾に逃れた数十万の軍人を養うためにも大規模開発が必須であったことから、大陸から運び込んだ莫大な資金を用いて開発独裁が行われた。鉄道の北廻線や蘇澳港開発など、十大建設が実施され、台湾経済は軽工業から重工業へ発展していく。
大陸を完全に掌握し中華人民共和国を樹立した共産党は、1954年、台湾攻略を目標とした金門島攻撃に着手した（台湾海峡危機を参照）。しかし海軍及び空軍兵力に劣る人民解放軍は有力な制海・制空権を掌握できず、要塞に立てこもる中華民国軍や台湾海峡を航行するアメリカ第七艦隊を打破することができず、侵攻を断念した。当時、台湾の国民党政権と大陸の共産政権はともに「一つの中国」を掲げ、国際社会の意向を無視し、公式には自政権による大陸と台湾の統一を主張していた。この第一次台湾海峡危機以降、約20年に渡って金門島と大陸の間でときに砲撃戦が起こり、緊張が続く。1950年代末に中国での大躍進政策が失敗すると、蒋介石は内外に宣伝攻勢を強めていき、大陸反攻の好機としてこれをいっそう強く呼号するようになる（国光計画）。反攻のための実戦演習を繰り返し、1962年には大陸側も台湾海峡に数十万の兵力を動員し、緊張が高まるが、非現実的とみるアメリカは全面戦争を懼れ、その反対により沙汰やみとなる。1964年、中国が核実験に成功、1965年に核兵器が実戦配備される前に先手を打とうと台湾側は艦艇を使って上陸襲撃作戦を決行するが、軍艦2隻、兵200人を失って失敗する（八・六海戦）。
1960年代半ば以降、台湾の経済成長率は10%を超える。外国企業の下請けとして繊維・電子機器を手掛ける本省人の中小企業が主体となった。大陸反攻が現実性を失うに連れ、政府は資金を経済に振り向けた。また、ベトナム戦争が激化すると、アメリカは台湾から軍需物資を調達し、その代償として外貨であるドルが大量に台湾経済に流入したことも大きく寄与した。かつては日本領であった経緯から、台湾は日本との経済的繋がりが強かったが、このころから台湾経済はアメリカ経済との関係を親密化させていく。多数の台湾人がアメリカに留学、そのままアメリカに在住し台湾とのビジネスを始めるなど、太平洋横断的なネットワークが構築され、中でも台湾人が多く住んだカリフォルニアの影響を受けて電子産業が育ち、後のエイサーや鴻海、TSMCなどの国際的な大企業も誕生にもつながっていく。一方で、1971年7月ニクソンによる米中接近が起こり、10月には国連で中華人民共和国を中国唯一の代表とする決議が採択され、台湾は国連から事実上追放される。翌1972年9月、日本も田中角栄内閣のもとで中国との国交を正常化、以降、台湾と日本との公式の外交関係は無くなり、台北駐日経済文化代表処が経済や観光・文化交流について民間機関としての建前で担うことになる。その後、日本と中華人民共和国との経済関係が拡大、しばらくの間、台湾の日本との関係は、経済は従来からの農産品輸出や観光、政治的には反共の立場からの自民党右派政治家との限られたつながりが中心に続くことになる。
1975年4月、蒋介石が亡くなり、長男の蔣経国が後継者となる。1979年にはアメリカも台湾との外交関係を断行した。政治的には国民党の蒋経国のもとで独裁が続き、戒厳令と言論封鎖が続いた。台湾の民主化運動は日本、後にアメリカに移住した台湾人を中心に展開されることとなった。しかし1970年代末に入ると美麗島事件が発生し、その裁判で被告らを弁護した陳水扁、謝長廷らを中心に台湾内で民主化運動が盛んになる（党外運動）。また1984年には、国民党の内情を記した「蔣経国伝」を上梓した作家・江南こと劉宜良が、滞在先のサンフランシスコで、中華民国国防部軍事情報局の意を受けたチャイニーズ・マフィアに殺害される江南事件が発生。レーガン政権が戒厳を解除するよう圧力を掛ける。また、国民党軍の退役兵士らは国民党政府の台湾移動に伴って事実上強引に連れて来られた者らで、退役後は事実上充分な生活保障もなく苦しい生活を送る者が多かった。年輩でありながらしばしば多くが過酷であるばかりか危険な肉体労働に従事するしかなく、東西横貫道路建設では3500人が死傷したとされる。彼らの望郷の念は募り、本省人である彼らの間には郷里訪問の解禁を求める運動が広がった。
1987年、蔣経国は彼自身の死の半年前となる同年7月に戒厳令解除に踏み切り、集会・結社・デモが認められることとなった。11月には大陸出身者の大陸親族訪問が解禁された。蔣経国（総統在職：1978年～1988年）の死後の1988年1月に、副総統であったために李登輝が自動的に総統・国民党主席についた。民主化を求める勢力は李登輝が本省人であったことに期待、1990年3月、学生らが国民党に政治改革と民主選挙を求めて6千人に上る大規模なデモを行った（野百合学生運動、3月学運）。李登輝は、学生らと話し合い、台湾の民主化を推し進めることとし、1996年に台湾初の直接総統選挙を実施、そこで支持を得て総統に選出された。
社会的には蔣介石とともに大陸から移住して来た外省人と、それ以前から台湾に住んでいた本省人との対立（省籍矛盾）、さらに本省人内でも福老人と客家人の対立があったが、国民党はそれを強引に押さえつけ、普通語教育、中華文化の推奨などを通して台湾の中華化を目指した。
国際的にはアメリカの庇護下で、日本、韓国、フィリピンとともに共産圏封じ込め政策の一端を担っていたが、ベトナム戦争の行き詰まりから米中が国交を樹立すると、台湾は国連から追放され、日本からも断交されるに至った。しかしアメリカは自由陣営保持の観点から台湾関係法を制定し台湾防衛を外交テーゼとしている。

#### 動員戡乱時期終了後（1996年 - 現在）
李登輝は永年議員の引退など台湾の民主化政策を推進したが高齢のため2000年の総統選挙には出馬せず、代わって民主進歩党（民進党）の陳水扁が総統に選出され、台湾史上初の政権交代が実現した。陳水扁は台湾の独立路線を採用したため統一派の国民党とたびたび衝突し、政局は混迷を続けた。
2004年の総統選では国民・民進両党の支持率は拮抗していたが、僅差で陳水扁が再選を果たした。混迷の原因の一つは中国問題で、中国は陳水扁を敵視し、国民党を支持することで台湾政界を牽制しているが、その過度な干渉となると台湾ナショナリズムを刺激し、反中国勢力が台頭するという中国にとっても難しい問題となっている。2008年の総統選挙では国民党の馬英九が当選し、〈両岸対等，共同協議，市場拡大〉を掲げて中国市場を意識した経済政策重視の路線が進められ、中国との間で「三通」（通商・通航・通郵）を実現させたが、2014年に海峡両岸サービス貿易協定締結を強引にすすめる馬政権に反発した学生たちがひまわり学生運動を起こして撤回に追い込んだ。
一方の当事者であるアメリカ自身、中国に対する脅威論、友好論が錯綜し一定の方針が定まっていないため、対台政策も一貫せず、台湾は独自性を強めざるを得ないとの見方もある。そのために日本を対中包囲網の一環に組み込もうとする遠謀も、李登輝などの親日政治家には見られる。
一方で台湾は中国との経済的関係を強化しつつあり、今や中国経済を抜きに台湾経済が成り立たない情況となっている。基幹産業であった電子産業も中国への工場進出による産業の空洞化が進み、台湾政府は新竹や台南にサイエンスパーク（科学園区）を設置して、バイオテクノロジーなどの先端産業の育成を図っているが、欧米との競争もあって情況は楽観できない。
また経済の知的集約化、サービス化の進展により台北への人口集中が進み地方との格差問題も顕在化している。景気低迷による格差拡大、出生率低下による高齢化、東アジア随一の離婚率の高さなど、社会の成熟による問題も噴出している。
文化的には中国、日本、欧米の影響を強く受けていたが、ナショナリズムの高揚に連動するかのように、台湾独自の文化も勃興している。とりわけ映画界では侯孝賢などの台湾ニューシネマが有名である。
2016年中華民国総統選挙で民進党の蔡英文が国民党の朱立倫を破って当選し、初の女性台湾総統となった。蔡政権は、2020年の新型コロナウイルスのパンデミックに対して素早い防疫対応を行い、感染拡大の防止に成功している。9月1日、中国とは国交があり台湾と外交関係がないチェコから訪問中のミロシュ・ビストルチルチェコ共和国上院議長が台湾の立法院で演説し、共産主義と強圧的な政権に反対の立場を示し、台湾の人々を支持すると演説し、最後は「わたしは台湾人だ」と中国語で締めくくった。
蔡英文総統は、『文藝春秋』2021年9月号のインタビューで、「民主主義、自由、人権は普遍的価値です。私共は北京当局に、香港やウイグルの人々への弾圧をやめるように呼び掛けていきます。日本も含めた民主主義陣営は、民主主義の価値を守るために今こそ団結すべきです」「北京当局は台湾に対し、香港と同じ『一国二制度』による統一を呼び掛けました。この制度が実現不可能であることは現在の香港によって証明されており、北京政府の言葉を信用し難いのが解るでしょう。北京政府による『一国二制度』の提案は、絶対に受け入れられず、将来の選択肢にさえ入っていません」「台湾の一貫した立場は、『圧力に屈服せず、支持を得ながらも暴走しない』というものです」と中台統一を拒否した。
蔡英文政権に対する世論調査では、退任時まで50%以上の支持率を維持し、過半数の支持率を獲得しながら退任するのは台湾初かつ唯一となった。蔡英文政権の8年間の評価についても、60%以上が「合格」と答え、政府や政治家、公権力への信頼感が低い台湾では異例といえる評価を残している。2024年中華民国総統選挙では蔡英文の後継者である頼清徳が当選しており、蔡英文路線が多くの人から評価されている証左となる。
頼清徳総統は、「中華民国と中華人民共和国は互いに隷属しないのは社会の共通認識」と、台湾海峡の現状を維持する蔡英文路線継承の姿勢を明確に示した。